# 量子群
数学と理論物理学において、量子群（りょうしぐん、英: quantum group）は付加構造を持った様々な種類の非可換代数を指す。一般に、量子群はある種のホップ代数である。ただ1つの包括的な定義があるわけではなく、広範に類似した対象の族がある。
用語「量子群」は最初量子可積分系の理論において現れた。ウラジーミル・ドリンフェルト (Володи́мир Дрі́нфельд, Vladimir Drinfeld) と神保道夫によってホップ代数のある特定のクラスとして定義されたのだった。同じ用語は古典リー群あるいはリー環を変形したあるいはそれに近い他のホップ代数に対しても用いられる。例えば、ドリンフェルトと神保の仕事の少し後にShahn Majidによって導入された、量子群の `bicrossproduct' のクラスである。
ドリンフェルトのアプローチでは、量子群は補助的なパラメーター q あるいは h に依存したホップ代数として生じる。この代数は、q = 1 あるいは h = 0 のとき、ある種のリー環（しばしば半単純あるいはアフィン）の普遍包絡環になる。密接に関係するのはある双対対象であり、これもホップ代数であり量子群と呼ばれる。これは対応する半単純代数群あるいはコンパクトリー群上の関数環を変形したものである。
群がしばしば対称性として現れるのと同じように、量子群は多くの他の数学的対象に作用する。そのような場合に形容詞「量子」(quantum) を導入することが流行となっている。例えば量子平面や量子グラスマン多様体といったものがある。

## 直観的意味
量子群の発見は全く予想されていなかった、というのも、長い間、コンパクト群や半単純リー環は「堅い」対象である、言い換えると、「変形」(deform) できないと思われていたからだ。量子群の背後にある思想の1つは、ある意味で同値だがより大きい構造、すなわち群環や普遍包絡環を考えれば、群あるいは包絡環は「変形」できる（変形すると群や包絡環ではなくなるが）ということである。正確には、変形は可換とも余可換とも限らないホップ代数の圏において達成される。変形した対象を、アラン・コンヌ (Alain Connes) の非可換幾何の意味での「非可換空間」上の関数の代数として考えることができる。しかしながら、この直観は、Leningrad School (Ludwig Faddeev, Leon Takhtajan, Evgenii Sklyanin, Nicolai Reshetikhin and Vladimir Korepin) と、Japanese School による関連した研究によって発展された、量子ヤン・バクスター方程式と量子逆散乱法の研究において、量子群の特定のクラスが有用性を既に証明された後に来た。量子群の第二の双クロス積のクラスの背後にある直観は異なり、量子重力へのアプローチとして自己双対な対象の研究から来た。

## ドリンフェルト・神保型の量子群
一般に「量子群」と呼ばれる対象の1つのタイプはホップ代数の圏において半単純リー環あるいはより一般にカッツ・ムーディ代数の普遍包絡環の変形としてウラジーミル・ドリンフェルトと神保道夫の研究において現れた。結果の代数は付加構造を持っており、準三角ホップ代数となる。
A = (aij) をカッツ・ムーディ代数のカルタン行列とし、q を 0 でも 1 でもない複素数とする。このとき量子群 Uq(G), ただし G はカルタン行列が A であるリー環、は以下の生成元と関係式により定まる単位的結合代数として定義される。生成元は、kλ（ただし λ はウェイト格子の元、つまり 2(λ, αi)/(αi, αi) はすべての i に対して整数）、ei, fi（単純ルート αi に対して）。関係式は
- {\displaystyle k_{0}=1,}
- {\displaystyle k_{\lambda }k_{\mu }=k_{\lambda +\mu },}
- {\displaystyle k_{\lambda }e_{i}k_{\lambda }^{-1}=q^{(\lambda ,\alpha _{i})}e_{i},}
- {\displaystyle k_{\lambda }f_{i}k_{\lambda }^{-1}=q^{-(\lambda ,\alpha _{i})}f_{i},}
- {\displaystyle [e_{i},f_{j}]=\delta _{ij}{\frac {k_{i}-k_{i}^{-1}}{q_{i}-q_{i}^{-1}}},}
- i ≠ j のとき

{\displaystyle \sum _{n=0}^{1-a_{ij}}(-1)^{n}{\frac {[1-a_{ij}]_{q_{i}}!}{[1-a_{ij}-n]_{q_{i}}![n]_{q_{i}}!}}e_{i}^{n}e_{j}e_{i}^{1-a_{ij}-n}=0,}
{\displaystyle \sum _{n=0}^{1-a_{ij}}(-1)^{n}{\frac {[1-a_{ij}]_{q_{i}}!}{[1-a_{ij}-n]_{q_{i}}![n]_{q_{i}}!}}f_{i}^{n}f_{j}f_{i}^{1-a_{ij}-n}=0.}
ただし、すべての正の整数 n に対し
{\displaystyle k_{i}=k_{\alpha _{i}},q_{i}=q^{{\frac {1}{2}}(\alpha _{i},\alpha _{i})},[0]_{q_{i}}!=1,[n]_{q_{i}}!=\prod _{m=1}^{n}[m]_{q_{i}}}
であり、
{\displaystyle [m]_{q_{i}}={\frac {q_{i}^{m}-q_{i}^{-m}}{q_{i}-q_{i}^{-1}}}}
である。これらはそれぞれ q 階乗（通常の階乗の q 類似）と q 整数である。上の最後の2つの関係式は q セール関係式、セール関係式の変形、である。
q → 1 の極限において、これらの関係式は普遍包絡環 U(G) の関係式に近づく、ただし kλ → 1 および {\displaystyle {\frac {k_{\lambda }-k_{-\lambda }}{q-q^{-1}}}\to t_{\lambda }} であり、ここにカルタン部分環の元 tλ はカルタン部分環のすべての元 h に対して (tλ, h) = λ(h) を満たす。
これらの代数がホップ代数となるような様々な余結合的余積がある。例えば、
- {\displaystyle \Delta _{1}(k_{\lambda })=k_{\lambda }\otimes k_{\lambda },}
- {\displaystyle \Delta _{1}(e_{i})=1\otimes e_{i}+e_{i}\otimes k_{i},}
- {\displaystyle \Delta _{1}(f_{i})=k_{i}^{-1}\otimes f_{i}+f_{i}\otimes 1,}
- {\displaystyle \Delta _{2}(k_{\lambda })=k_{\lambda }\otimes k_{\lambda },}
- {\displaystyle \Delta _{2}(e_{i})=k_{i}^{-1}\otimes e_{i}+e_{i}\otimes 1,}
- {\displaystyle \Delta _{2}(f_{i})=1\otimes f_{i}+f_{i}\otimes k_{i},}
- {\displaystyle \Delta _{3}(k_{\lambda })=k_{\lambda }\otimes k_{\lambda },}
- {\displaystyle \Delta _{3}(e_{i})=k_{i}^{-{\frac {1}{2}}}\otimes e_{i}+e_{i}\otimes k_{i}^{\frac {1}{2}},}
- {\displaystyle \Delta _{3}(f_{i})=k_{i}^{-{\frac {1}{2}}}\otimes f_{i}+f_{i}\otimes k_{i}^{\frac {1}{2}},}

ただし生成元の集合は必要であればウェイト格子の元とルート格子の元の 1/2 の和として表現可能な λ に対する kλ を含むように拡張される。
さらに、任意のホップ代数から逆にした余積 T  o  Δ を持つ別のホップ代数が得られる。ここで T は T(x ⊗ y) = y ⊗ x によって与えられ、さらに3つのバージョンを与える。
Uq(A) の余単位はすべてのこれらの余積と同じである：ε(kλ) = 1, ε(ei) = ε(fi) = 0, そして、上記余積のそれぞれの対合射は次で与えられる：
- {\displaystyle S_{1}(k_{\lambda })=k_{-\lambda },\ S_{1}(e_{i})=-e_{i}k_{i}^{-1},\ S_{1}(f_{i})=-k_{i}f_{i},}
- {\displaystyle S_{2}(k_{\lambda })=k_{-\lambda },\ S_{2}(e_{i})=-k_{i}e_{i},\ S_{2}(f_{i})=-f_{i}k_{i}^{-1},}
- {\displaystyle S_{3}(k_{\lambda })=k_{-\lambda },\ S_{3}(e_{i})=-q_{i}e_{i},\ S_{3}(f_{i})=-q_{i}^{-1}f_{i}.}

あるいは、量子群 Uq(G) を C 上の不定元 q のすべての有理関数からなる体 C(q) 上の代数と見ることができる。
同様に、量子群 Uq(G) を Q 上の不定元 q のすべての有理関数の体 Q(q) 上の代数と見なすことができる（下の q = 0 における量子群についての節を参照）。量子群の中心は量子行列式によって記述できる。

### 表現論
カッツ・ムーディ代数やその普遍包絡環に多くの異なるタイプの表現があるのと全く同じように、量子群にも多くの異なるタイプの表現がある。
すべてのホップ代数の場合がそうであるように、Uq(G) は加群として自身の上に随伴表現を持つ。その作用は
{\displaystyle {\mathrm {Ad} }_{x}\cdot y=\sum _{(x)}x_{(1)}yS(x_{(2)})}
によって与えられる。ただし
{\displaystyle \Delta (x)=\sum _{(x)}x_{(1)}\otimes x_{(2)}}
である。

#### 場合 1:qが 1 の冪根でないとき
表現の1つの重要なタイプはウェイト表現であり、対応する加群はウェイト加群と呼ばれる。ウェイト加群はウェイトベクトルを基底に持つ加群である。ウェイトベクトルは 0 でないベクトル v であって、すべての λ に対して kλ ⋅ v = dλv となるものである。ここで dλ は各ウェイト λ に対する複素数であって、以下を満たす。
- d0 = 1,
- すべてのウェイト λ, μ に対して、dλ dμ = dλ + μ.

ウェイト加群はすべての ei と fi の作用が局所冪零である（すなわち加群の任意のベクトル v に対して、ある正の整数 k（v に依存してよい）が存在して、すべての i に対して {\displaystyle e_{i}^{k}.v=f_{i}^{k}.v=0} となる）とき、可積分であると呼ばれる。可積分な加群の場合には、ウェイトベクトルに付随する複素数 dλ は {\displaystyle d_{\lambda }=c_{\lambda }q^{(\lambda ,\nu )}} を満たす。ただし ν はウェイト格子の元で、cλ は次のような複素数である。
- {\displaystyle c_{0}=1,\,}
- すべてのウェイト λ, μ に対して、{\displaystyle c_{\lambda }c_{\mu }=c_{\lambda +\mu },}
- すべての i に対して、{\displaystyle c_{2\alpha _{i}}=1.}

特に興味があるのは最高ウェイト表現と対応する最高ウェイト加群である。最高ウェイト加群は以下を満たすウェイトベクトル v によって生成される加群である：すべてのウェイト μ に対して kλ ・ v = dλv, すべての i に対して ei ・ v = 0. 同様に、量子群は最低ウェイト表現と最低ウェイト加群をもつことができる。最低ウェイト加群とは以下を満たすウェイトベクトル v によって生成される加群である：すべてのウェイト λ に対して kλ ・ v = dλv, すべての i に対して fi ・ v = 0.
ベクトル v がウェイト ν を持つことを、ウェイト格子のすべての λ に対して {\displaystyle k_{\lambda }.v=q^{(\lambda ,\nu )}v} が成り立つことと定義する。
G がカッツ・ムーディ代数であれば、Uq(G) の最高ウェイト ν の任意の既約最高ウェイト表現において、ウェイトの重複度は同じ最高ウェイトを持つ U(G) の既約表現におけるそれらの重複度に等しい。最高ウェイトが優整であれば、既約表現の weight spectrum は G のワイル群の下で不変であり、表現は可積分である。（ウェイト μ が優整とは、μ が次の条件を満たすことをいう： {\displaystyle 2(\mu ,\alpha _{i})/(\alpha _{i},\alpha _{i})} はすべての i に対して非負の整数である。）
逆に、最高ウェイト加群が可積分であれば、その最高ウェイトベクトル v は {\displaystyle k_{\lambda }.v=c_{\lambda }q^{(\lambda ,\nu )}v} を満たす。ただし cλ ・ v = dλv は以下を満たす複素数である：
- {\displaystyle c_{0}=1,}
- すべてのウェイト λ, μ に対して、{\displaystyle c_{\lambda }c_{\mu }=c_{\lambda +\mu },}
- すべての i に対して、{\displaystyle c_{2\alpha _{i}}=1,}

そして、ν は優整である。
すべてのホップ代数の場合がそうであるように、2つの加群のテンソル積はまた加群である。Uq(G) の元 x とそれぞれの加群のベクトル v, w に対して、
{\displaystyle x\cdot (v\otimes w)=\Delta (x)\cdot (v\otimes w),}
よって {\displaystyle k_{\lambda }.(v\otimes w)=k_{\lambda }.v\otimes k_{\lambda }.w} であり、余積が Δ1 の場合には、{\displaystyle e_{i}.(v\otimes w)=k_{i}.v\otimes e_{i}.w+e_{i}.v\otimes w} および {\displaystyle f_{i}.(v\otimes w)=v\otimes f_{i}.w+f_{i}.v\otimes k_{i}^{-1}.w} である。
上で記述された可積分最高ウェイト加群は、1次元加群（すべての λ に対して kλ = cλ で、すべての i に対して ei = fi = 0）と、0 でないベクトル v0 であってすべてのウェイト λ に対して {\displaystyle k_{\lambda }.v_{0}=q^{(\lambda ,\nu )}v_{0}} とすべての i に対して {\displaystyle e_{i}.v_{0}=0} を満たすものによって生成された最高ウェイト加群の、テンソル積である。
G が（カッツ・ムーディ代数の特別な場合としての）有限次元リー環である場合には、優整最高ウェイトを持つ既約表現も有限次元である。
最高ウェイト加群のテンソル積の場合には、その部分加群への分解はカッツ・ムーディ代数の対応する加群のテンソル積と同じである（その最高ウェイトやその重複度は同じである）。

### 準三角性

#### 場合 1:qが 1 の冪根でないとき
Strictly, 量子群 Uq(G) は準三角ではないが、R 行列の役割を果たす形式無限和が存在するという意味で「ほぼ準三角」と考えることができる。この形式無限和は生成元 ei, fi とカルタン生成元 tλ の項で表現できる。ここで kλ は形式的に qtλ と同一視される。形式無限和は2つの因子
{\displaystyle q^{\eta \sum _{j}t_{\lambda _{j}}\otimes t_{\mu _{j}}}}
とある形式無限和の積である。ただし λj はカルタン部分環の双対空間のある基底で、μj は双対基底で、η = ±1 である。
R 行列の役割を果たす形式無限和は2つの既約最高ウェイト加群のテンソル積に well-defined な作用を持ち、また2つの最低ウェイト加群のテンソル積にも well-defined な作用を持つ。具体的には、v がウェイト α を持ち w がウェイト β を持つならば、
{\displaystyle q^{\eta \sum _{j}t_{\lambda _{j}}\otimes t_{\mu _{j}}}.(v\otimes w)=q^{\eta (\alpha ,\beta )}v\otimes w}
であり、加群がともに最高ウェイト加群あるいはともに最低ウェイト加群であるという事実は {\displaystyle v\otimes w} 上の他の因子の作用を有限和にreduceする。
具体的には、V が最高ウェイト加群であれば、形式無限和 R は V ⊗ V 上の well-defined で可逆な作用を持ち、（End(V ⊗ V) の元としての）R のこの値はヤン・バクスター方程式を満たし、したがって組み紐群の表現を決定でき、結び目、絡み目、組み紐の quasi-invariants を定義することができる。

### q= 0 における量子群
柏原正樹は量子群の q → 0 の極限の振る舞いを研究し、結晶基底と呼ばれる非常に良い性質を持つ基底を発見した。

### ルート系とディンキン図形による記述と分類
上記の qn = 1 に対する Uq(g) のような量子群の有限商の記述にはかなりの進展があった。通常は点状 (pointed) ホップ代数のクラスを考える。つまりすべての部分余イデアルは 1 次元であるということであり、したがってそれらの和は余根基 (coradical) と呼ばれる群をなす。

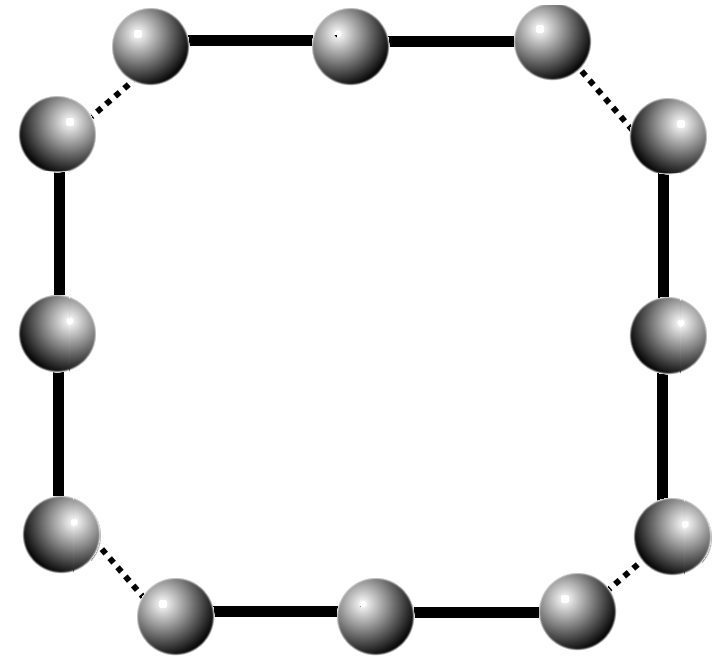
4つの A3 のコピーをつなぐ点状ホップ代数の一般ディンキン図形

- 2002年、H.-J. Schneider と N. Andruskiewitsch[3]は、とくに上記の Uq(g) の有限商として、（素数 2, 3, 5, 7 を除いて）余根基がアーベル群の点状ホップ代数の長年に渡る分類の努力を終えた。通常の半単純リー環のときと同じようにそれらは E たち（ボレルパート）と双対の F たちと K たち（カルタン部分環）に分解する：

{\displaystyle \left({\mathfrak {B}}(V)\otimes k[\mathbf {Z} ^{n}]\otimes {\mathfrak {B}}(V^{*})\right)^{\sigma }.}
ここで、古典論と同様、V は E たちで張られる n 次元の組みひもベクトル空間 であり、σ（いわゆるコサイクルツイスト）は E たちと F たちの間の非自明な linking をつくる。古典論とは対照的に、2つよりも多くの linked components が現れるかもしれないことに注意。量子ボレル代数の役割は組みひもベクトル空間のニコルス代数 {\displaystyle {\mathfrak {B}}(V)} に取って代わられる。

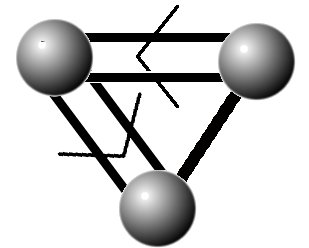
有限次元ニコルス代数に付随するランク 3 のディンキン図形

- 決定的な材料は従って、I. Heckenberger[4] による一般ディンキン図形のことばによるアーベル群に対する有限ニコルス代数の分類（英語版）であった。小さい素数の場合には、三角形のようなエキゾチックな例が起こる（ランク 3 のディンキン図形の図も参照）。
- その間、Schneider と Heckenberger[5] は、（有限次元の仮定なしに）Kharcheko によってアーベルな場合に証明されたように算術的なルート系の存在を非可換な場合にも一般に証明しPBW基底（英語版）を生成した。これは最近特別な場合 Uq(g) に使うことができ[6]、例えばこれらの量子群のある種の余イデアル部分代数とリー代数 g のワイル群の位数との数値的な一致を説明する。

## コンパクト行列量子群
S.L. Woronowicz はコンパクト行列量子群を導入した。コンパクト行列量子群はその上の「連続関数」がC*環の元によって与えられるような抽象的構造である。コンパクト行列量子群の幾何学は非可換幾何学の特別な場合である。
コンパクトハウスドルフ位相空間上の複素数値連続関数の全体は可換C*環をなす。ゲルファントの定理により、可換C*環はあるコンパクトハウスドルフ位相空間上の複素数値連続関数のC*環に同型であり、その位相空間はC*環によって同相の違いを除いて一意的に決定される。
コンパクト位相群 G に対し、C*環の準同型写像
Δ: C(G) → C(G) ⊗ C(G)
（ただし C(G) ⊗ C(G) はC*環のテンソル積、つまり、C(G) と C(G) の代数的なテンソル積の完備化）であって、すべての f ∈ C(G) とすべての x, y ∈ G に対して Δ(f)(x, y) = f(xy)（ただしすべての f, g ∈ C(G) とすべての x, y ∈ G に対して (f ⊗ g)(x, y) = f(x)g(y)）であるものが存在する。また、乗法的な線型写像
κ: C(G) → C(G)
であって、すべての f ∈ C(G) とすべての x ∈ G に対して κ(f)(x) = f(x−1) となるものが存在する。これは G が有限でない限り真に C(G) をホップ代数にはしない。一方、G の有限次元表現はホップ *-代数でもある C(G) の *-部分代数を生成するのに使うことができる。具体的には、{\displaystyle g\mapsto (u_{ij}(g))_{i,j}} が G の n 次元表現であれば、すべての i, j に対して uij ∈ C(G) であり
{\displaystyle \Delta (u_{ij})=\sum _{k}u_{ik}\otimes u_{kj}}
である。すべての i, j に対する uij とすべての i, j に対する κ(uij) によって生成された * 代数はホップ * 代数であることが従う：余単位はすべての i, j に対して ε(uij) = δij（ただし δij はクロネッカーのデルタ）によって決定され、antipode は κ で、単位は
{\displaystyle 1=\sum _{k}u_{1k}\kappa (u_{k1})=\sum _{k}\kappa (u_{1k})u_{k1}}
によって与えられる。
一般化として、コンパクト行列量子群は対 (C, fu) として定義される、ただし C は C* 代数で、{\displaystyle u=(u_{ij})_{i,j=1,\dots ,n}} は C の元を成分に持つ行列であって以下を満たす。
- u の要素によって生成される C の * 部分代数 C0 は C において稠密である。

- 余積 Δ: C → C ⊗ C（ただし C ⊗ C は C* 代数のテンソル積、つまり C と C の代数的テンソル積の完備化）と呼ばれる C* 代数準同型であってすべての i, j に対して

{\displaystyle \Delta (u_{ij})=\sum _{k}u_{ik}\otimes u_{kj}}
を満たすものが存在する。
- 次のような線型反乗法的写像 κ: C0 → C0（余逆射）が存在する：すべての v ∈ C0 に対して κ(κ(v*)*) = v, および

{\displaystyle \sum _{k}\kappa (u_{ik})u_{kj}=\sum _{k}u_{ik}\kappa (u_{kj})=\delta _{ij}I,}
ただし I は C の単位元。κ は反乗法的なので、C0 のすべての元 v, w に対して κ(vw) = κ(w) κ(v) である。
連続性の結果として、C 上の余積は余結合的である。
一般に、C は双代数ではなく、C0 はホップ *-環である。
インフォーマルには、C はコンパクト行列量子群上の複素数値連続関数の *-環と見なすことができ、u はコンパクト行列量子群の有限次元表現と見なすことができる。
コンパクト行列量子群の表現はホップ * 代数の余表現によって与えられる（余ユニタリ余結合的余代数 A の余表現は成分が A の正方行列 {\displaystyle v=(v_{ij})_{i,j=1,\dots ,n}}（よって v は M(n, A) に属する）であってすべての i, j に対して
{\displaystyle \Delta (v_{ij})=\sum _{k=1}^{n}v_{ik}\otimes v_{kj}}
ですべての i, j に対して ε(vij) = δij となるものである）。さらに、表現 v は v の行列がユニタリであるとき（あるいは同じことだがすべての i, j に対して κ(vij) = v*ij であるとき）ユニタリと呼ばれる。
コンパクト行列量子群の例は SUμ(2) である、ただしパラメーター μ は正の実数である。なので SUμ(2) = (C(SUμ(2)), u) である、ただし C(SUμ(2)) は以下を満たす α と γ によって生成された C* 代数である：
{\displaystyle \gamma \gamma ^{*}=\gamma ^{*}\gamma ,}
{\displaystyle \alpha \gamma =\mu \gamma \alpha ,}
{\displaystyle \alpha \gamma ^{*}=\mu \gamma ^{*}\alpha ,}
{\displaystyle \alpha \alpha ^{*}+\mu \gamma ^{*}\gamma =\alpha ^{*}\alpha +\mu ^{-1}\gamma ^{*}\gamma =I,}
また、
{\displaystyle u=\left({\begin{matrix}\alpha &\gamma \\-\gamma ^{*}&\alpha ^{*}\end{matrix}}\right),}
よって余積は Δ(α) = α ⊗ α − γ ⊗ γ*, Δ(γ) = α ⊗ γ + γ ⊗ α* によって決定され、余逆は κ(α) = α*, κ(γ) = −μ−1γ, κ(γ*) = −μγ*, κ(α*) = α によって決定される。u は表現であるがユニタリ表現ではないことに注意。u はユニタリ表現
{\displaystyle v={\begin{pmatrix}\alpha &{\sqrt {\mu }}\,\gamma \\-{\frac {1}{\sqrt {\mu }}}\gamma ^{*}&\alpha ^{*}\end{pmatrix}}}
と同値である。
同値であるが、SUμ(2) = (C(SUμ(2)), w) である、ただし C(SUμ(2)) は以下を満たす α と β によって生成される C* 代数である：
{\displaystyle \beta \beta ^{*}=\beta ^{*}\beta ,}
{\displaystyle \alpha \beta =\mu \beta \alpha ,}
{\displaystyle \alpha \beta ^{*}=\mu \beta ^{*}\alpha ,}
{\displaystyle \alpha \alpha ^{*}+\mu ^{2}\beta ^{*}\beta =\alpha ^{*}\alpha +\beta ^{*}\beta =I,}
また
{\displaystyle w=\left({\begin{matrix}\alpha &\mu \beta \\-\beta ^{*}&\alpha ^{*}\end{matrix}}\right),}
よって余積は Δ(α) = α ⊗ α − μβ ⊗ β*, Δ(β) = α ⊗ β + β ⊗ α* によって決定され、余逆は κ(α) = α*, κ(β) = −μ−1β, κ(β*) = −μβ*, κ(α*) = α によって決定される。w はユニタリ表現であることに注意。2つの実現は方程式 {\displaystyle \gamma ={\sqrt {\mu }}\,\beta } によって同一視できる。
μ = 1 のとき、SUμ(2) は具体的なコンパクト群 SU(2) 上の関数の代数 C(SU(2)) に等しい。

## Bicrossproduct quantum groups
Whereas compact matrix pseudogroups are typically versions of  Drinfeld–Jimbo quantum groups in a dual function algebra formulation, with additional structure, the bicrossproduct ones are a distinct second family of quantum groups of increasing importance as deformations of solvable rather than semisimple Lie groups. They are associated to Lie splittings of Lie algebras or local factorisations of Lie groups and can be viewed as the cross product or Mackey quantisation of one of the factors acting on the other for the algebra and a similar story for the coproduct Δ with the second factor acting back on the first. The very simplest nontrivial example corresponds to two copies of R locally acting on each other and results in a quantum group  (given here in an algebraic form) with generators p, K, K−1, say, and coproduct
{\displaystyle [p,K]=hK(K-1)}
{\displaystyle \Delta p=p\otimes K+1\otimes p}
{\displaystyle \Delta K=K\otimes K}
where h is the deformation parameter. This quantum group was linked to a toy model of Planck scale physics implementing Born reciprocity when viewed as a deformation of the Heisenberg algebra of quantum mechanics. Also, starting with any compact real form of a semisimple Lie algebra g its complexification as a real Lie algebra of twice the dimension splits into g and a certain solvable Lie algebra (the Iwasawa decomposition), and this provides a canonical bicrossproduct quantum group associated to g. For su(2) one obtains a quantum group deformation of the Euclidean group E(3) of motions in 3 dimensions.

### 関連分野
- リー双代数（英語版）
- ポアソン・リー群（英語版）
- アフィン量子群（英語版）
- 量子アフィン代数

### 研究者
- 神保道夫
- 三町勝久
- ウラジーミル・ドリンフェルト